# William Wakefield Baum
Pour les articles homonymes, voir Baum.
William Wakefield Baum, né le 21 novembre 1926 à Dallas dans le Texas, mort le 23 juillet 2015 à Washington (District de Columbia), est un  cardinal américain, pénitencier majeur émérite à partir de 2001.

## Biographie

### Prêtre
William Wakefield Baum a été ordonné prêtre le 12 mai 1951 pour le diocèse de Kansas City dans le Missouri. Il partage alors son ministère sacerdotal entre sa charge de curé de paroisse et l'enseignement de la théologie et de l'histoire de l'Église dans un collège.
En 1956, il est envoyé à Rome pour compléter ses études et il obtient un doctorat en théologie à l'Université pontificale Saint-Thomas-d'Aquin (Angelicum).
Durant le concile Vatican II, il retourne à Rome comme expert sur la question de l'unité des chrétiens.
Après le concile, il reste mobilisé sur la question de l'œcuménisme, tout en étant chancelier de son diocèse.

### Évêque
Nommé évêque de Springfield-Cape Girardeau dans le Missouri le 18 février 1970, il est consacré le 6 avril suivant par le cardinal John Joseph Carberry avec comme co-consécrateurs Charles Herman Helmsing (en) et Joseph Vincent Sullivan (en). Le 5 mars 1973, il devient archevêque de Washington.
Il est ensuite appelé à la Curie romaine, comme préfet de la Congrégation pour l'éducation catholique le 18 mars 1980, puis comme pénitencier majeur le 6 avril 1990.
Il se retire pour raison d'âge le 22 novembre 2001.

### Cardinal
Il est créé cardinal par le pape Paul VI lors du consistoire du 24 mai 1976 avec le titre de cardinal-prêtre de S. Croce in via Flaminia. Il participe successivement aux conclaves d'août 1978 (élection de Jean-Paul Ier), d'octobre 1978 (élection de Jean-Paul II) et de 2005 (élection de Benoît XVI).
Avec l'élection de Benoît XVI comme pape le 19 avril 2005, suivie par la mort du cardinal philippin Jaime Sin le 21 juin 2005, il devient le dernier cardinal créé par Paul VI à maintenir ses droits de vote lors d'un conclave. Il atteint l'âge de 80 ans le 21 novembre 2006, ce qui l'empêche de participer au conclave de 2013 (élection de François). Tous les cardinaux qui pouvaient voter à ce dernier conclave avaient été créés par Jean-Paul II et Benoît XVI.
Le 8 mars 2011, il devient le cardinal de nationalité américaine ayant eu le plus long cardinalat, en dépassant le cardinal James Gibbons. À son décès le 23 juillet 2015, la durée de son cardinalat est de plus de 39 ans et 60 jours. Il était aussi l'un des trois derniers cardinaux en vie nommés par Paul VI, avec le cardinal brésilien Paulo Evaristo Arns et l'allemand Joseph Ratzinger, devenu le pape Benoît XVI.

## Succession apostolique
William Wakefield Baum a ordonné les évêques suivants :
- Évêque Thomas William Lyons (en) (1974)
- Archevêque Eugene Antonio Marino (en), S.S.J. (1974)